# José Luis Rico Ibáñez
José Luis Rico Ibáñez (Melgar de Fernamental, Burgos, 14 de febrero de 1944) exfutbolista español que se desempeñaba como defensa.

## Clubes
| Club           | País   | Año       |
| -------------- | ------ | --------- |
| S. D. Indautxu | España | 1965-1967 |
| C. A. Osasuna  | España | 1967-1968 |
| Real Zaragoza  | España | 1968-1977 |